# Erioconopa symplectoides
Erioconopa symplectoides är en tvåvingeart som först beskrevs av Carl Ernst Otto Kuntze 1914.  Erioconopa symplectoides ingår i släktet Erioconopa och familjen småharkrankar. Inga underarter finns listade i Catalogue of Life.